# Büngüldek, Bulanık
Büngüldek là một xã thuộc huyện Bulanık, tỉnh Muş, Thổ Nhĩ Kỳ. Dân số thời điểm năm 2011 là 220 người.